# Hell Militia
Hell Militia – francuska grupa black metalowa powstała w roku 2001. W swojej muzyce poruszają oni treści o czczeniu diabła, pragnieniu krwi oraz kryminałach.
W roku 2001 wydali nagrali materiał do splitu SPK Kommando, gdzie oprócz ich utworów znalazły się nagrania grup Antaeus, Eternal Majesty i Deviant. Wydawnictwo to było limitowane do 300 sztuk. Kolejne twór to demo The Second Coming - Reh. Wydany w roku 2003 z udziałem wokalnym Meyhnach'a z Mütiilation. Mała książeczka dołączona do kasety została umazana krwią świni. Po dłuższym czasie fani doczekali się pełnego, studyjnego albumu. Nagrany został w roku 2005, a jego tytuł to Canonisation of the Foul Spirit i limitowany jest do 2000 kopii. Latem 2010 roku zespół wydał drugi album studyjny pt. Last Station On The Road To Death

## Muzycy

### Obecny skład zespołu
- Meyhnach - śpiew
- Hellsukkubus - gitara basowa
- T. Persecutor - gitara elektryczna
- Arkdaemon - gitara elektryczna
- Dave Terror - perkusja

## Dyskografia
- (2001) - SPK Kommando (split z Antaeus, Eternal Majesty i Deviant)
- (2003) - The Second Coming - Reh (demo)
- (2005) - Canonisation of the Foul Spirit
- (2010) - Last Station On The Road To Death